# 六四事件三十三週年
2022年為六四事件發生後的第33週年，全球至少有9国和29市悼念被中国人民解放军殺害的死者。

## 中国大陆方面

### 网络审查
和往年一样，加之当年将举行中共二十大，北京政府在此期间开始对六四相关的关键词（如春夏之交）进行高强度审查，bilibili等网络平台以“系统升级”或“维护”为由禁止用户更改资料。中国网民以“It's my duty”（或自行车颜文字）等文字来纪念这次民主运动，唯不久后这些留言被完全删除，新浪微博亦无法搜索到相关关键词。
5月5日（即六四三十三周年前夕），中国大陆自媒体赛雷在哔哩哔哩上传的视频中因不慎引用坦克人画面遭到封禁。
6月3日，李佳琦在直播卖奥利奥饼干时，晒出坦克造型蛋糕，結果直播随即被中断。李佳琦後來表示是后台技术故障導致，之后又发文解釋是内部设备故障无法继续直播。由於大批中國網民不知情李佳琦的直播為何會被中斷直播，隨即翻牆查詢相關資料，才讓網民們「知道了不能知道的東西」，故兩岸稱之為李佳琦悖論（又稱六四悖論）。

### 天安門廣場暫停即日預約參觀
北京市人民政府天安門地區管理委員會官網宣布天安門廣場由自5月25日至6月15日暫停即日預約參觀服務。期間，遊客需提前至少1天預約，須持有北京健康寶綠碼和48小時內的核酸檢測陰性證明，才可參觀天安門廣場。有傳媒認為，北京市於5月25日宣佈市面陸續復常但卻開始關閉天安門廣場，或許是要透過進場實名制來避免北京師範大學等位於北京之大學的反校園封鎖學生運動參與者趁六四到廣場示威。

## 環球悼念活動

### 台灣
在台灣，多個非政府組織及民間團體舉辦與六四悼念相關的活動。

#### 眾籌以建立台灣版「國殤之柱」
華人民主書院正透過眾籌，計劃利用3D打印技術重建高3米、已在香港大學校園消失的「國殤之柱」。華人民主書院協會理事長曾建元表示，在香港無法悼念六四的今天，台灣應有責任繼承使命。他亦認為在台灣重建「國殤之柱」，就是繼承香港「國殤之柱」的精神。

#### 《5月35日》舞台劇
國際特赦組織安排香港無法再上演的《5月35日》六四主題舞台劇的片段分別於6月1日及6月3日在台南市及台北市上演。在台南市舉行的活動同日舉行燭光晚會。

### 香港
香港当局警告公众，如果6月4日参加未经授权的集会可能面临最高5年监禁的处罚。雖然當局預防性关闭了维多利亚公园的大部分区域，但仍有著黑衣市民自发到维多利亞公園一带街區「散步」，举起电筒或手机灯光悼念六四死难者。警方逮捕了五男一女。社民连的活动人士余炜彬一度被短暫拘留，後來被釋放。

#### 「為國民求平安」祈禱會
循道衛理聯合教會於5月30日晚上舉辦「為國民求平安」祈禱會。在官方活動簡介中，該教會提到五四運動及六四事件是人民心中難以磨滅的印記，會方希望透過活動祈願神恩待國家及人民，賜下平安並修補撕裂。該堂的退休牧師表示自己過去30多年都有參加祈禱會悼念六四，稱在《港區國安法》下，港人心中有恐懼「是自然的事」。不過，他相信六四事件不會被遺忘，眾人仍可用「有智慧」的方式紀念。

#### 香港中文大學「尋找民女」活動
團體「尋找民女」於5月31日到6月5日舉辦「尋找民女」活動。主辦團體將新民主女神像（「民女」）模型放置於香港中文大學不同角落，讓參加者以尋寶或方式找尋。主辦方期盼活動能讓人毋忘已於中文大學被校方移除的新民主女神像。「民主女神像」創作者陳維明表示，活動初衷是想同學在中文大學校園裡重見陪伴他們已11年被的「民女」，並承傳六四記憶。然而，事件引起校方關注，他批評校方反應過大影響同學表達自由。

#### 駐香港使領館
中国外交部驻港特派员公署提醒西方驻港领事馆不要就「六四事件」表态。不過美国和欧盟駐香港辦事處於6月4日晚上繼續在窗边點燃烛光悼念。

### 英國
在伦敦，示威者前往中国驻英大使馆举行纪念活动，参与者包括香港人、维吾尔人、西藏人和乌克兰人等，示威者将一辆纸制坦克抬到中国大使馆前，以示抗议，遭到伦敦警方阻止。
国际特赦组织在中国大使馆外举行了烛光晚会纪念受难者，流亡英国的前香港立法会议员罗冠聪参加了集会。

### 日本
民間團體Stand with HK at JPN、Act with HK、香港民主女神及DDDDDHK於6月4日晚上在新宿站南口舉行燭光晚會，追悼八九民運中的死難者。

### 美国
在地处沙漠中的南加州自由雕塑公园，数百名各界人士6月5日举行了“中共病毒二世”雕塑落成仪式暨六四事件33周年纪念活动。